# Colosseum Theater

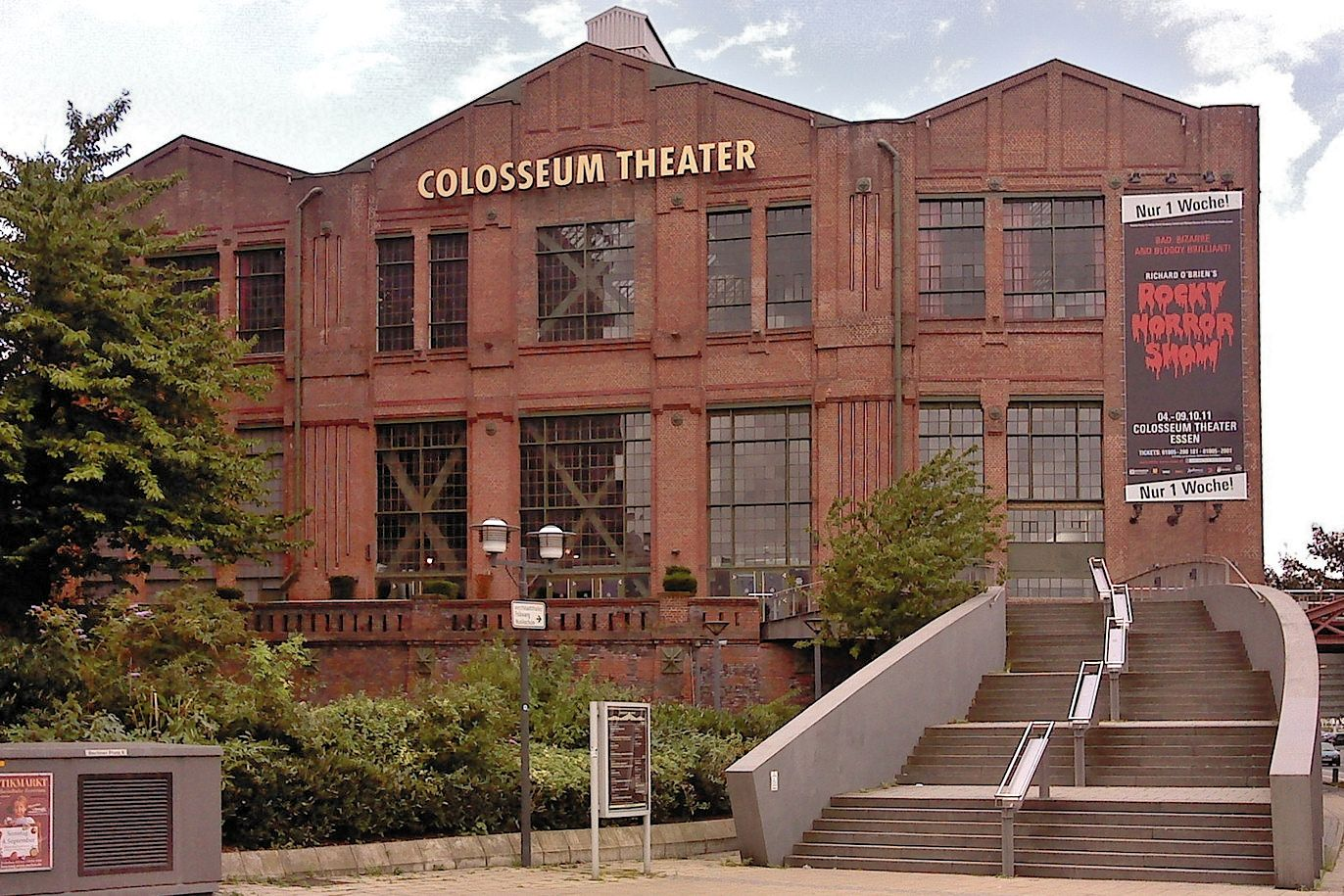
Colosseum Theater (2011)

Das Colosseum Theater ist eine Veranstaltungshalle im Essener Westviertel. Das Colosseum ist die umgebaute ehemalige 8. Mechanische Werkstatt der Friedrich Krupp AG, eine heute denkmalgeschützte Industriehalle.

## Geschichte

### Industrielle Nutzung

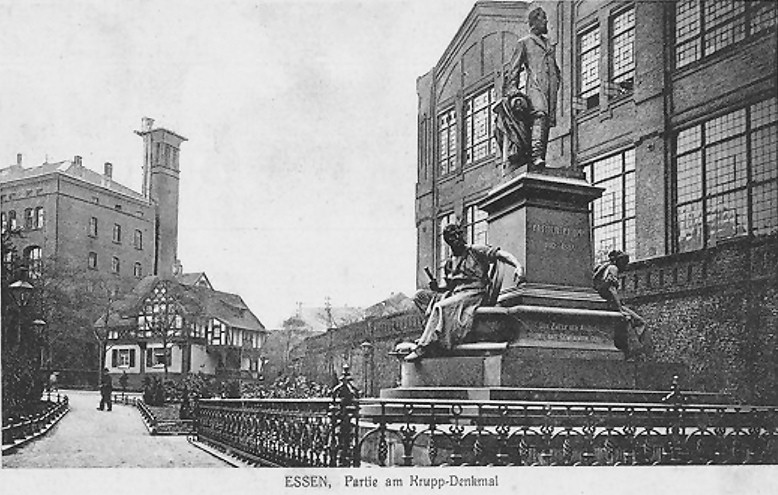
Um 1910: rechts die 8. Mechanische Werkstatt mit Alfred-Krupp-Denkmal, links das Gebäude der 1874 errichteten Kruppschen Konsumanstalt

Das Backsteingebäude wurde in den Jahren 1900 und 1901 am Ostrand der ehemaligen Essener Krupp-Gussstahlfabrik als dreischiffige Industriehalle errichtet. Damals wurde sie 8. Mechanische Werkstatt genannt und war Arbeitsstätte von rund 2000 Menschen, die unter anderem Lokomotivrahmen und Kurbelwellen für Schiffe herstellten.
Im Zweiten Weltkrieg wurde diese Halle, im Gegensatz zu den meisten umliegenden Kruppschen Industriegebäuden, nicht zerstört. Jedoch wurde die Statue des Alfred-Krupp-Denkmals, das vor der 8. Mechanischen Werkstatt stand, etwa dort, wo sich heute der äußerliche Treppenaufgang befindet, durch Fliegerbomben von seinem Sockel gestürzt und befindet sich heute im Besitz des Ruhr Museums. Das Denkmal am Eingang zur Gussstahlfabrik erschuf der Münchner Bildhauer Alois Mayer (1855–1936). Es wurde 1892 enthüllt und enthielt auf seinem Sockel den Leitgedanken Alfred Krupps. Er entsann ihn 1873 anlässlich des 25-jährigen Jubiläums seiner Besitzübernahme der Gussstahlfabrik von seiner Mutter Therese:

„Der Zweck der Arbeit soll das Gemeinwohl sein, dann bringt Arbeit Segen, dann ist Arbeit Gebet.“

Als Dank für das Denkmal ließ Alfred Krupps Sohn Friedrich Alfred Krupp die Siedlung Altenhof für kruppsche Alte und Invaliden errichten.
AEG Kanis mietete später die Werkshalle zunächst und wurde dann Eigentümer. Hier wurden Dampfturbinen, später nur noch Gasturbinen gebaut. In den Jahren 1983 bis 1987 wurden hier Gasturbinen und -verdichter für die Erdgaspipeline von Sibirien nach Westeuropa hergestellt. Die AEG-Kanis baute in den Hallen insgesamt 47 Gasturbinen für das sogenannte Erdgas-Röhrengeschäft, an dem die Mannesmannröhren-Werke und die Essener Ruhrgas AG erheblichen Anteil hatten.
Nach der Betriebsverlegung der AEG-Kanis im Jahr 1991 (Hafengelände Essen-Bergeborbeck) wurde das Gebäude unter Denkmalschutz gestellt. Ebenfalls zum Ensemble, das unter Schutz gestellt wurde, gehört die vor der Halle befindliche Werksbahnbrücke aus dem Jahr 1872 und die westlich liegende ehemalige Geschossdreherei (heute ein Möbelkaufhaus) als einzig verbliebenes Werksgebäude der Gussstahlfabrik, das schon zu Lebzeiten von Alfred Krupp existierte. Es ist heute Sitz des Zentrums für Türkeistudien.

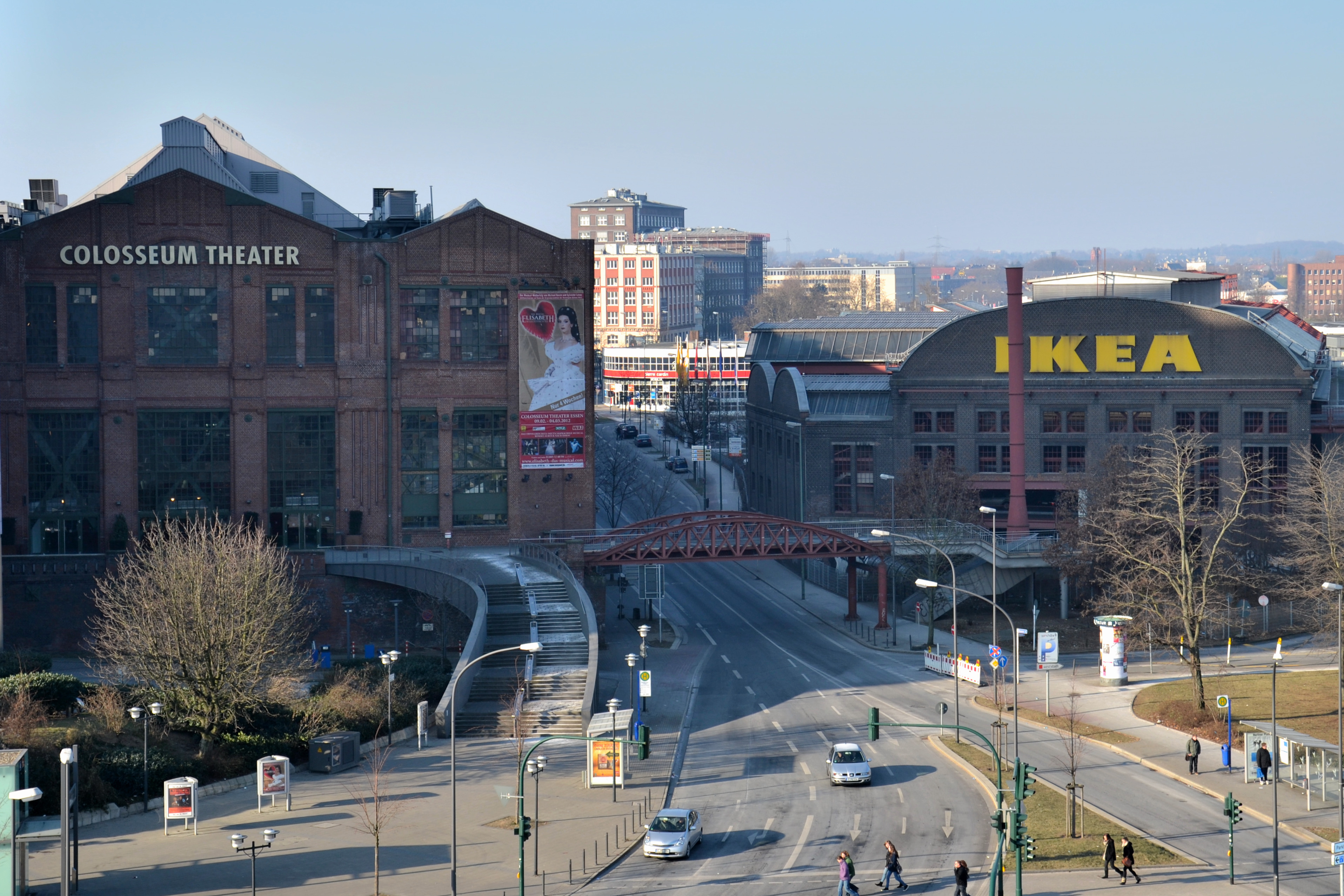
Ehem. Eingang zur Krupp-Gussstahlfabrik, links Colosseum Theater, rechts Press- und Hammerwerk Ost
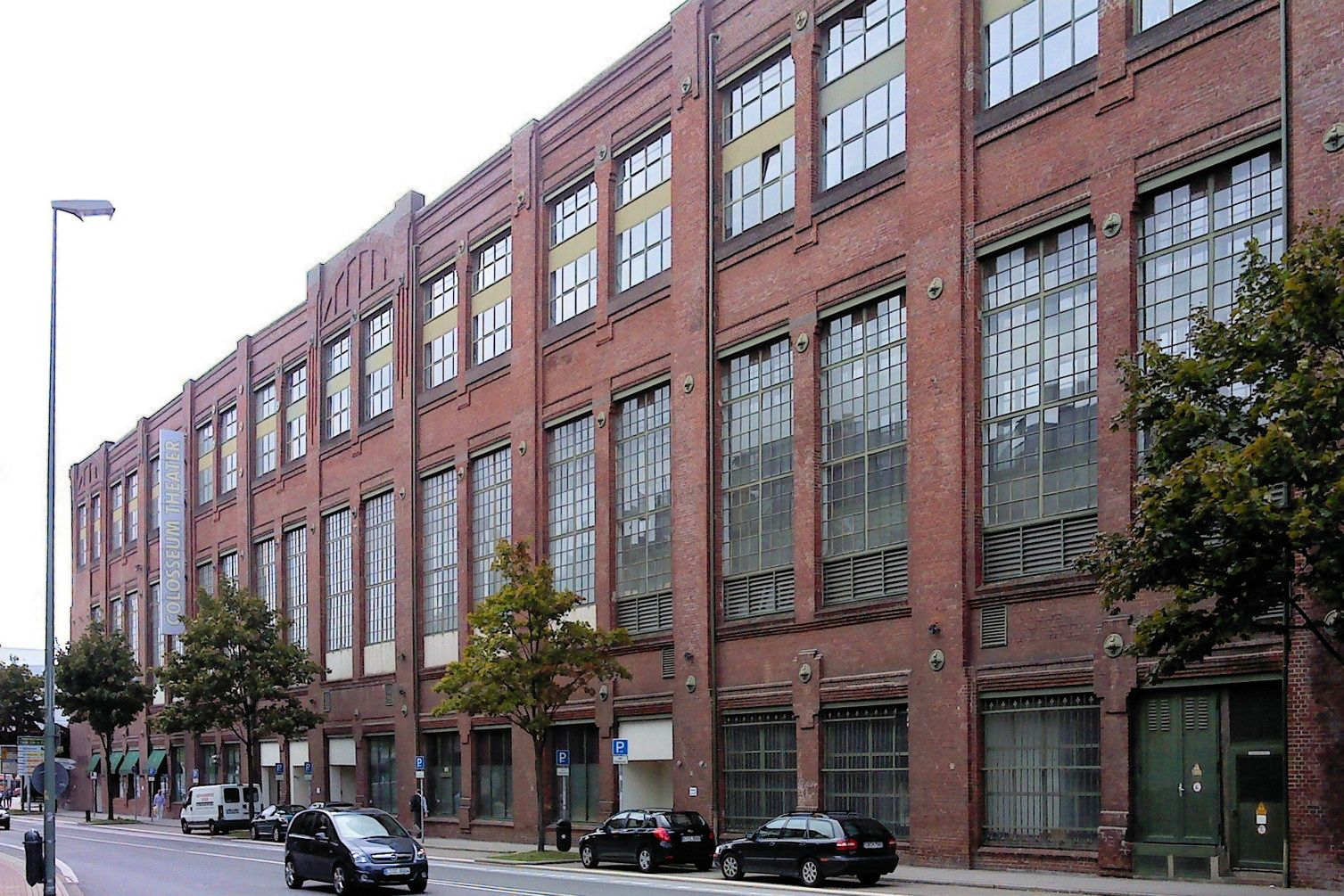
Blick auf das Colosseum von der Altendorfer Straße (2011)
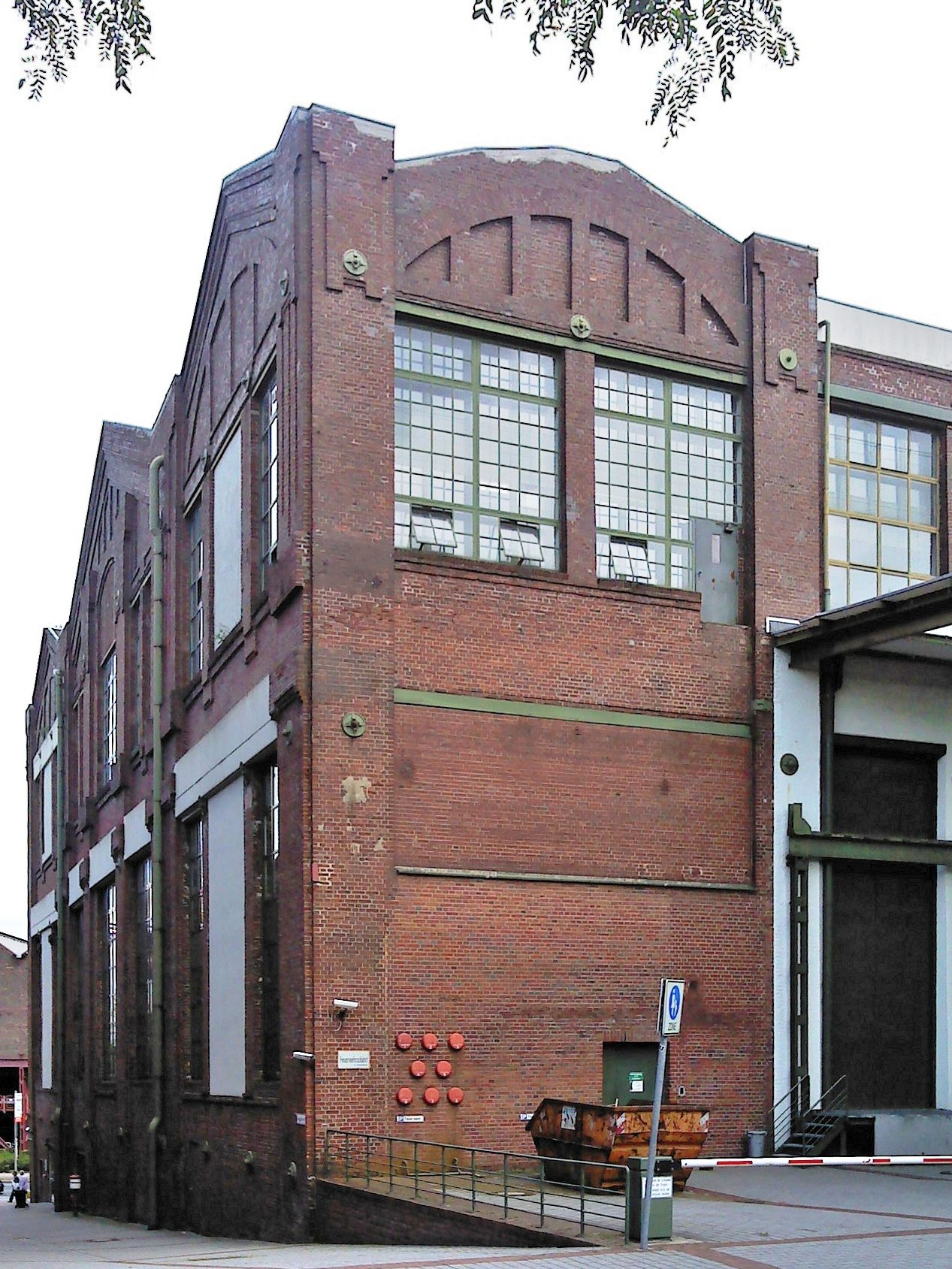
Hallenrückseite (2011)
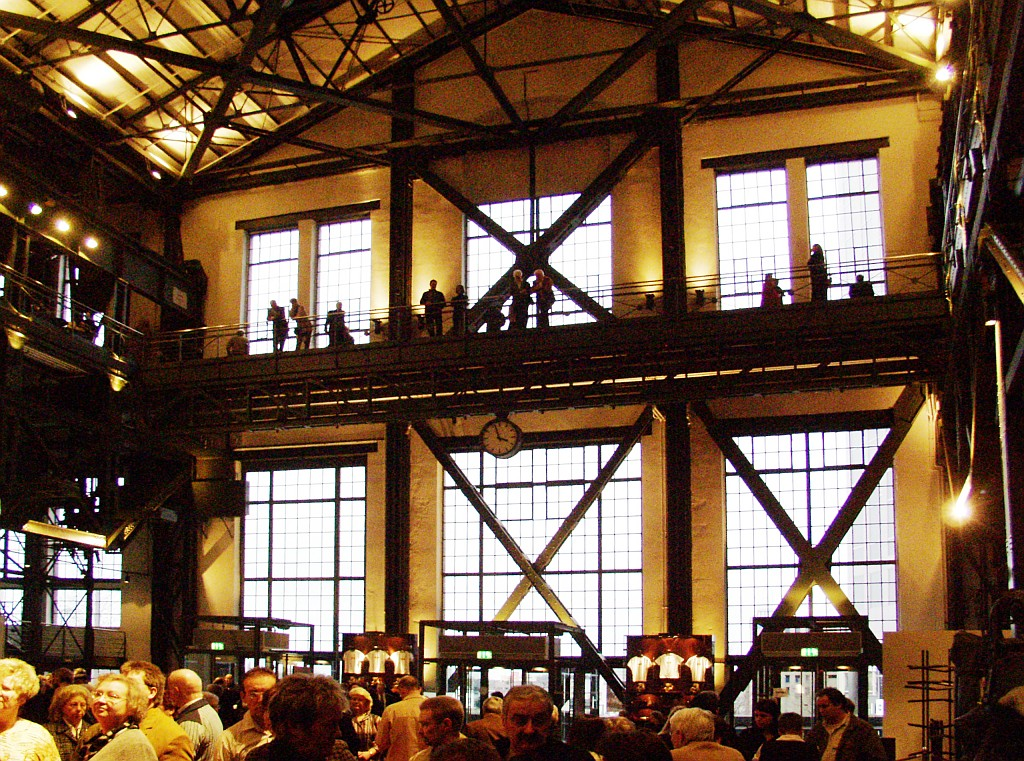
Innenraum (2005)
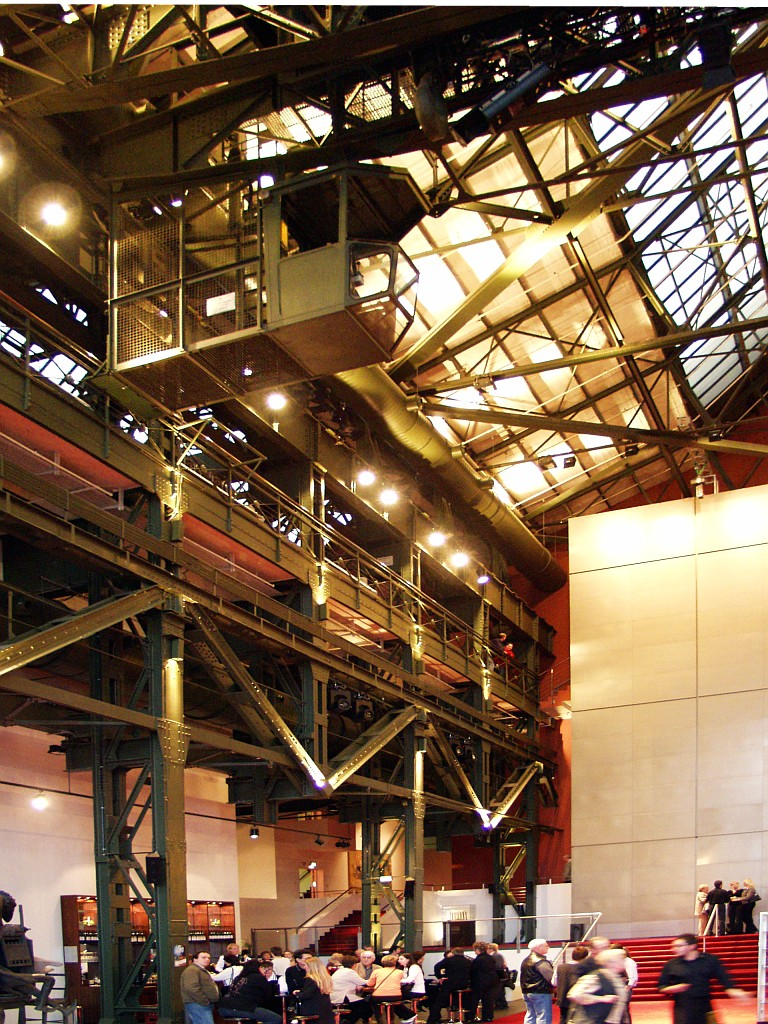
Eingangshalle (2005)
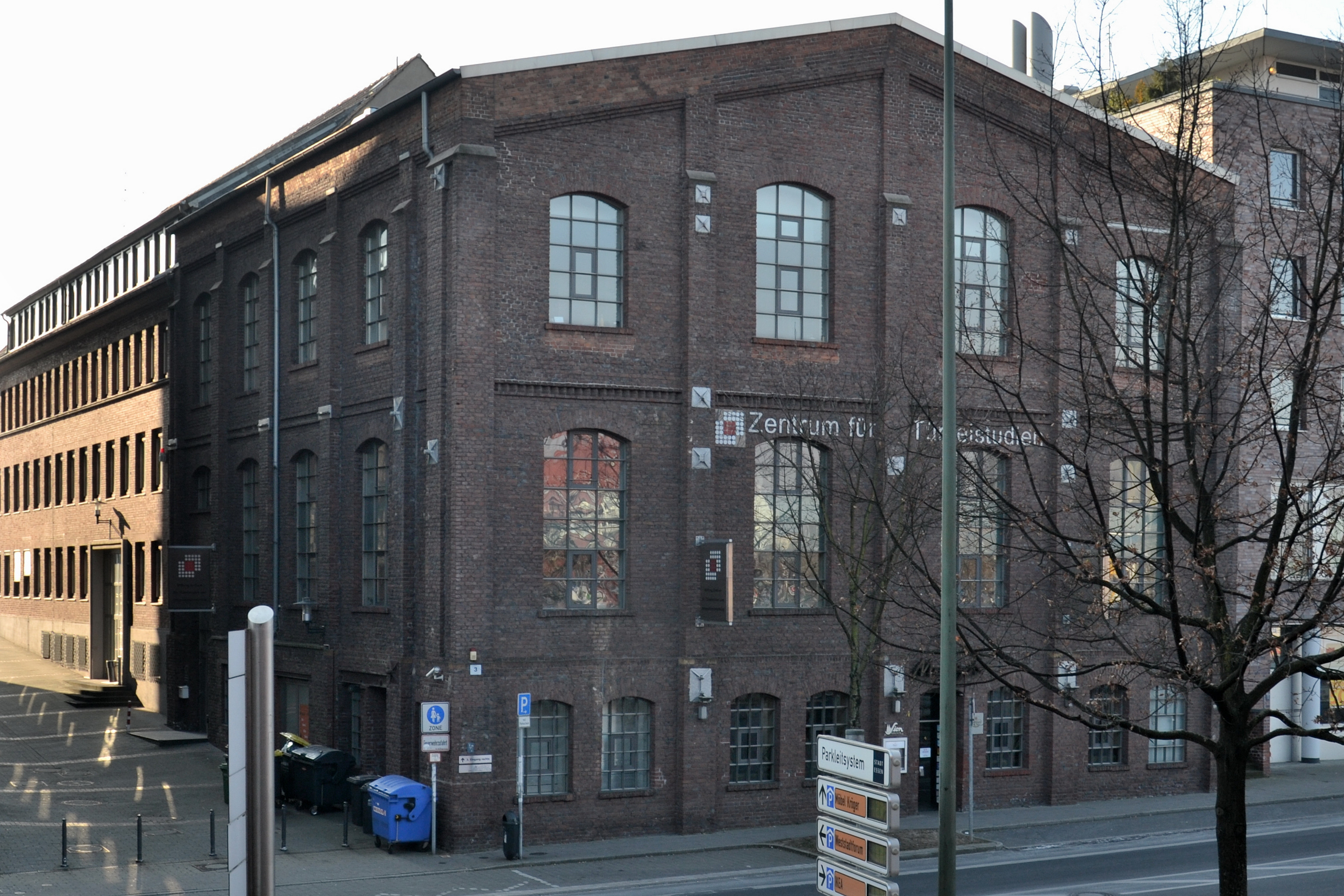
Ehemalige Geschossdreherei Krupp

### Nutzung als Theater 1996–2020
Im Januar 1993 wurde bei einem Auftaktworkshop beschlossen, die alte Industriebrache rund um die ehemalige Fabrikhalle umzubauen, um das Gebiet attraktiver für den Tourismus zu gestalten und um neue Industrien anzusiedeln. Im Juli 1994 legte man ein Nutzungskonzept vor, dass unter anderem vorsah, das alte Industriegebäude in ein Musical-Theater umzubauen. Der Name Colosseum Theater soll an das gleichnamige, damals im Rheinland und in Westfalen überregional bekannte Varieté-Theater erinnern, das sich zwischen 1899 und 1929 am Essener Kopstadtplatz befand; siehe: Colosseum (Essen).
Somit wurde das Gebäude durch die Architekten Kohl & Kohl (heute Kohl:Fromme Essen/Duisburg) von Mai 1995 bis Dezember 1996 zu einem Musical-Theater umgebaut. Dabei blieben die alte Stahlkonstruktion und das verglaste Dach in ihrem Originalzustand sichtbar. In die Halle mit ihren Jugendstilelementen wurde der Bühnenturm eingesetzt. Der Zuschauerraum wurde als eigenständiger Baukörper integriert (Raum im Raum), eingehängte Emporen umgeben das 25 Meter hohe Foyer und die Seitenschiffe. In das Bühnenhaus mit seinen historischen Elementen und dem 14 mal 7 Meter großen Portal wurden Schnürböden und Beleuchterbrücken eingefügt. Die genieteten Stahlträger und das Mauerwerk samt Fachwerkkonstruktion wurden gereinigt und versiegelt.
Der Theater-Saal bietet heute über 1400 Menschen Platz, das Foyer allein fasst rund 2000 Personen. Hinzu kommen das Studio-Theater, zwei Galerien und ein Restaurant; alles zusammen auf einer Gesamtfläche von rund 5100 Quadratmetern. Im Foyer werden zudem Exponate zeitgenössischer Maler und Bildhauer ausgestellt.
Von 1996 bis 2000 wurde das Theater von der Stella Entertainment AG betrieben. Im August 2000, nach Insolvenz der Stella AG, übernahm der Veranstalter Stage Entertainment die Musicalspielstätte. Es folgten Ensuite-Musicalproduktionen wie ABBAs Mamma Mia!, Andrew Lloyd Webbers Das Phantom der Oper und Disneys Aida. Im Februar 2010 wurde bekannt gegeben, dass nach Ende des Musicals Buddy im Juli 2010 keine weiteren Ensuite-Musicals mehr im Stage Colosseum Theater aufgeführt werden. Stattdessen werde das Theater ab August 2010 von Stage Entertainment Germany für Pressekonferenzen, Produktpräsentationen, Symposien, Kongresse, festliche Anlässe, Preisverleihungen und Theatergastspiele vermietet. Hintergrund für den Wechsel von einem Ensuite- zu einem Touring-Betrieb des Theaters sei, dass einzig das Musical Elisabeth Gewinne abgeworfen hätte; alle weiteren im Stage Colosseum Theater dargebotenen Musicals hätten weniger als die eigentlichen Produktionskosten eingebracht. Im Februar 2020 wurde schließlich bekannt gegeben, dass Stage Entertainment Germany den Verkauf des Stage Colosseum Theaters an die RAG-Stiftung und E.ON beschlossen hatte und die neuen Eigentümer das Theater ab Juli 2020 übernehmen würden. Vertraglich sei den neuen Eigentümern durch Stage Entertainment Germany untersagt worden, das Theater weiterhin als Ort für Live-Entertainment nutzen zu dürfen. Deshalb entschied man sich für die Nutzung als Zentrum für Innovationen. Alle bis Juli 2020 geplanten Vorstellungen im Colosseum Theater sollten ursprünglich planmäßig stattfinden; aufgrund der Corona-Pandemie wurden allerdings Vorstellungen ab März 2020 ersatzlos abgesagt oder auf einen anderen Veranstaltungsort und Termin umgelegt. Offizieller Grund für den Verkauf sei, dass Stage Entertainment Germany sich auf den En-suite-Spielbetrieb konzentrieren wolle und deshalb keine Verwendung für ein Theater mit wechselndem Programm habe. Es sei ihnen jedoch eine Ehre und Freude gewesen, dieses Theater betreiben zu dürfen, so Stage Entertainment Germany. Erst kurz zuvor gab das Unternehmen bekannt, den En-suite-Spielbetrieb im nahegelegenen Stage Metronom Theater in Oberhausen ebenfalls einzustellen. Eine eigentlich geplante Abschiedsgala für das Colosseum Theater konnte ebenfalls nicht realisiert werden. Aufgrund gestiegener Umbaukosten, legten die neuen Eigentümer den Umbau des Colosseum Theaters ab Juli 2020 zunächst auf Eis. Zwischenzeitlich wurde das Theater für Events abseits des Live-Entertainments oder für Proben, wie zum Beispiel die der 2023/24er Dirty Dancing-Tournee von ATG Entertainment (vormals Mehr-BB-Entertainment bzw. Mehr!-Entertainment) vermietet. Im März 2025 wird bekannt gegeben, dass der Umbau nun doch starten soll und man sich dafür entschieden habe, die Bühne und den Saal des Theaters beizubehalten, um weiterhin Kulturveranstaltungen – und damit den Angaben zufolge auch Musicals – realisieren zu können, und zudem im Hinterhaus Bürogebäude einzurichten. Ebenfalls soll das Foyer renoviert werden. Bis zum Sommer 2025 sei man startklar und zudem sei man bereits im Austausch mit einem Kulturveranstalter.

#### Musicals 1996–2010
Von Dezember 1996 bis Juli 2010 wurden im Colosseum Theater diese Musicalproduktionen aufgeführt, wobei Elisabeth und Aida hier ihre Deutschlandpremiere feierten:
| Beginn             | Ende              | Musical                                      | Genre           | Veranstalter            | Anmerkungen         |
| ------------------ | ----------------- | -------------------------------------------- | --------------- | ----------------------- | ------------------- |
| 13. Dezember 1996  | 12. Dezember 1999 | Joseph and the Amazing Technicolor Dreamcoat | Musical         | Stella Entertainment AG |                     |
| 15. Januar 2000    | 30. Juni 2000     | Jesus Christ Superstar                       | Rock-Musical    | Stella Entertainment AG |                     |
| 23. März 2001      | 28. Juni 2003     | Elisabeth                                    | Musical         | Stage Entertainment     | Deutschlandpremiere |
| 05. Oktober 2003   | 22. Juli 2005     | Aida                                         | Rock-Musical    | Stage Entertainment     | Deutschlandpremiere |
| 29. September 2005 | 10. März 2007     | Das Phantom der Oper                         | Musical         | Stage Entertainment     |                     |
| 06. Mai 2007       | 27. Juli 2008     | Mamma Mia!                                   | Jukebox-Musical | Stage Entertainment     |                     |
| 05. Oktober 2008   | 26. Juli 2009     | Ich will Spaß                                | Jukebox-Musical | Stage Entertainment     | Weltpremiere        |
| 08. Oktober 2009   | 31. Juli 2010     | Buddy                                        | Jukebox-Musical | Stage Entertainment     |                     |

#### Veranstaltungen 2010–2020 (Auszug)
Aufgelistet sind im nachfolgenden nur Veranstaltungen, die länger als vier Wochen im Colosseum Theater zu sehen waren:
| Beginn            | Ende              | Veranstaltung                    | Genre           |
| ----------------- | ----------------- | -------------------------------- | --------------- |
| 23. November 2012 | 30. Dezember 2012 | Vom Geist der Weihnacht          | Musical         |
| 11. April 2013    | 30. Juni 2013     | We Will Rock You                 | Jukebox-Musical |
| 4. November 2016  | 11. Dezember 2016 | Ich war noch niemals in New York | Jukebox-Musical |

### Nutzung des Colosseums seit 2020
Am 17. Februar 2020 gab der Veranstalter Stage Entertainment bekannt, dass die RAG-Stiftung und der Energiekonzern E.ON das Colosseum gekauft haben. Beide zusammen beabsichtigten ursprünglich, ab Juli 2020 ein Zentrum für Innovation darin einzurichten.
Im Februar 2022 wurde bekanntgegeben, dass das Innovations- und Gründerzentrum der RAG-Stiftung den Namen BRYCK erhalten soll. Zunächst sollte das Zentrum in den Essener Turm ziehen, danach ins benachbarte Colosseum. Im Dezember 2022 wurde informiert, dass das Gründerzentrum aus finanziellen Gründen zurzeit nicht realisiert werden könne und das Colosseum wiederum für Veranstaltungen aller Art offen stehe.
Heute wird das Colosseum für Tagungen, Kongresse, Firmenveranstaltungen, Messen, Ausstellungen und Showveranstaltungen genutzt. Es bietet dazu 950 Sitzplätze im Theatersaal und 200 Sitzplätze im Studio. Dazu gibt es vier weitere Räume für je 80 Personen. Im Eingangsbereich finden rund 1000 Personen Platz.